# Ceres-Nunatakker
Die Ceres-Nunatakker sind eine Gruppe aus drei Nunatakkern im Süden der westantarktischen Alexander-I.-Insel. Sie ragen östlich der Basis der Schostakowitsch-Halbinsel auf.
Das britische Directorate of Overseas Surveys kartierte sie in Zusammenarbeit mit dem United States Geological Survey anhand von Satellitenaufnahmen, welche die NASA zur Verfügung gestellt hatte. Das UK Antarctic Place-Names Committee benannte sie am 20. Dezember 1974 nach dem Zwergplaneten Ceres, dem größten Objekt im Asteroidengürtel.